# جون فرايدا
جون فرايدا (بالإنجليزية: John Frieda)‏ هو مصفف الشعر وشخصية أعمال بريطاني، ولد في 9 يوليو 1951 في لندن في المملكة المتحدة.